# Avantgarde
Avantgarde est un groupe de musique rock espagnol originaire de Madrid. Le groupe s'est formé en 2003 et sa musique tire ses influences aussi bien du rock indépendant britannique des années 1990 que du post-punk des années 1980.
Le groupe est composé de :
- Aida Galway - chanteur, guitare
- Miguel Goñi - guitare
- Philippe D’huart - guitare basse
- Carlos Piris - basse

## Discographie

### Albums
- Super L (Avril-2004)
- Read between the lines (Avril-2005)

### Singles
- Awake, Mars 2004
- Dostoievski, Juillet 2004
- Are you playing a game?, Mars 2005
- Ink, Mars 2006